# Акропољски музеј
Акропољски музеј је био археолошки музеј, основан 1865. године, који се налазио на Акропољу, у Атини, Грчка. Сматран је за један од најважнијих археолошких музеја у Атини и убрајао се у најважније светске музеје. Због ограниченог простора, грчка влада је касних осамдесетих година двадесетог века одлучила да изгради нови музеј. Акропољски музеј је затворен у јуну 2007. године, како би се његов фундус пребацио у Нови акропољски музеј, који је изграђен у подножју Акропоља, и очекује се да ће бити отворен у току 2008. године.